# Heribert der Jüngere (Troyes)
Heribert der Jüngere (* wohl 950; † 28. Januar 995) aus dem Haus der Karolinger war Graf von Meaux und Troyes von 980 bis 988. Er war der Sohn von Robert von Vermandois, Graf von Meaux und Troyes, und Adelheid von Burgund.
Der Tod seines Vaters 967 brachte ihm nicht dessen Erbe ein, da sein Onkel Heribert der Alte sich der Grafschaften bemächtigte. Erst dessen Tod 980/984 erlaubte es ihm, die Nachfolge anzutreten.
Als Parteigänger des Königs Lothar nahm er an dessen Feldzügen in Oberlothringen teil und übernahm dann ab 985 die Verantwortung für den inhaftierten Grafen Gottfried von Verdun, der danach als „Gottfried der Gefangene“ bekannt wurde, und 987, nach der Thronbesteigung Hugo Capets, gegen die Abtretung von Besitz freigelassen wurde. Bei dieser Königswahl stand er – ebenso wie sein Vetter Odo I. von Blois – auf der Seite des Prätendenten Karl von Niederlothringen.
Von Heriberts Ehefrau sind Name und Herkunft nicht überliefert, lediglich, dass sie im Jahr 959 bereits seine Ehefrau war. Sein Nachfolger wurde sein einziger Sohn, Stephan (Étienne), nach dessen kinderlosem Tod 1019/1021 Meaux und Troyes an Odo II. von Blois gingen, seinen Vetter zweiten Grades, obwohl dieser nicht sein nächster Verwandter war.